# Österreichische Alpine Skimeisterschaften 1952
Die Alpinbewerbe der Österreichischen Skimeisterschaften 1952 fanden vom 24. bis zum 27. Jänner am Hirschenkogel und am Erzkogel in Semmering statt. Zugleich wurden auch die Meister in den nordischen Disziplinen gekürt.

## Herren

### Abfahrt
| Platz | Name             | Zeit       |
| ----- | ---------------- | ---------- |
| 01    | Andreas Molterer | 1:59,9 min |
| 02    | Ernst Oberaigner | 2:00,6 min |
| 03    | Toni Spiss       | 2:00,8 min |
| 04    | Martin Strolz    | 2:01,9 min |
| 05    | Alois Zauner     | 2:02,5 min |
| 06    | Walter Schuster  | 2:02,7 min |
| 07    | Fritz Huber      | 2:02,9 min |
| 08    | Sepp Hödlmoser   | 2:03,4 min |
| 09    | Ernst Spieß      | 2:04,1 min |
| 10    | Ernst Hinterseer | 2:04,5 min |

Datum: 25. Jänner 1952

Ort: Semmering

Piste: Erzkogel

Streckenlänge: 2700 m, Höhendifferenz: 700 m

### Riesenslalom
| Platz | Name             | Zeit       |
| ----- | ---------------- | ---------- |
| 01    | Christian Pravda | 1:09,9 min |
| 02    | Egon Schöpf      | 1:10,3 min |
| 03    | Toni Spiss       | 1:10,6 min |
|       | Andreas Molterer | 1:10,6 min |
| 05    | Ernst Oberaigner | 1:11,2 min |
|       | Hans Senger      | 1:11,2 min |
| 07    | Fritz Huber      | 1:11,8 min |
| 08    | Martin Strolz    | 1:12,5 min |
| 09    | Alois Zauner     | 1:13,2 min |
| 10    | Walter Schuster  | 1:13,4 min |

Datum: 24. Jänner 1952

Ort: Semmering

Piste: Hirschenkogel

Streckenlänge: 1400 m, Höhendifferenz: 380 m

Tore: 36

### Slalom
| Platz | Name             | Zeit       |
| ----- | ---------------- | ---------- |
| 01    | Christian Pravda | 2:23,5 min |
| 02    | Toni Spiss       | 2:24,5 min |
| 03    | Fritz Huber      | 2:29,5 min |
| 04    | Walter Schuster  | 2:34,0 min |
| 05    | Egon Schöpf      | 2:39,6 min |
| 06    | Alois Zauner     | 2:39,9 min |
| 07    | Bruno Zeilhofer  | 2:40,3 min |
| 08    | Hans Senger      | 2:40,7 min |
| 09    | Sepp Hödlmoser   | 2:42,3 min |
| 10    | Max Huemer       | 2:45,4 min |

Datum: 26. Jänner 1952

Ort: Semmering

Höhendifferenz: 270 m

Tore: 50

### Kombination
Die Kombination setzt sich aus den Ergebnissen von Slalom, Riesenslalom und Abfahrt zusammen.
| Platz | Name             | Punkte |
| ----- | ---------------- | ------ |
| 1     | Toni Spiss       | 02,53  |
| 2     | Fritz Huber      | 09,79  |
| 3     | Alois Zauner     | 20,35  |
| 4     | Christian Pravda | 22,28  |
| 5     | Egon Schöpf      | 22,37  |
| 6     | Sepp Hödlmoser   | 28,37  |
| 7     | Bruno Zeilhofer  | 29,06  |
| 8     | Tschofen         | 30,10  |
| 9     | Gustl Jamnig     | 37,76  |

## Damen

### Abfahrt
| Platz | Name                    | Zeit       |
| ----- | ----------------------- | ---------- |
| 01    | Erika Mahringer         | 2:11,8 min |
| 02    | Josefa Frandl           | 2:17,9 min |
| 03    | Anneliese Schuh-Proxauf | 2:18,2 min |
| 04    | Rosi Sailer             | 2:19,1 min |
| 05    | Ria Schwarzenbacher     | 2:22,9 min |
| 06    | Lydia Gstrein           | 2:23,7 min |
| 07    | Annelore Zückert        | 2:24,8 min |
| 08    | Mariedl Mayer           | 2:24,9 min |
| 09    | Evi Knapp               | 2:25,0 min |
| 10    | Dorothea Hochleitner    | 2:29,1 min |

Datum: 25. Jänner 1952

Ort: Semmering

Piste: Erzkogel

Streckenlänge: 2700 m, Höhendifferenz: 700 m

### Riesenslalom
| Platz | Name                    | Zeit       |
| ----- | ----------------------- | ---------- |
| 1     | Dagmar Rom              | 1:16,4 min |
| 2     | Rosi Sailer             | 1:17,4 min |
| 3     | Anneliese Schuh-Proxauf | 1:19,1 min |
| 4     | Trude Klecker           | 1:19,2 min |
| 5     | Erika Mahringer         | 1:20,2 min |

Datum: 24. Jänner 1952

Ort: Semmering

Piste: Hirschenkogel

Streckenlänge: 1400 m, Höhendifferenz: 380 m

Tore: 36

### Slalom
| Platz | Name                    | Zeit       |
| ----- | ----------------------- | ---------- |
| 01    | Dagmar Rom              | 1:49,8 min |
| 02    | Trude Klecker           | 1:52,6 min |
| 03    | Annelore Zückert        | 1:54,0 min |
| 04    | Anneliese Schuh-Proxauf | 1:54,4 min |
| 05    | Resi Schweiger          | 1:55,8 min |
| 06    | Josefa Frandl           | 1:56,3 min |
| 07    | Resi Tomandl            | 1:57,2 min |
| 08    | Mariedl Mayer           | 1:58,0 min |
| 09    | Evi Knapp               | 2:00,7 min |
| 10    | Dorothea Hochleitner    | 2:04,6 min |

Datum: 27. Jänner 1952

Ort: Semmering

Höhendifferenz: 180 m

Tore: 36

### Kombination
Die Kombination setzt sich aus den Ergebnissen von Slalom, Riesenslalom und Abfahrt zusammen.
| Platz | Name                    | Punkte |
| ----- | ----------------------- | ------ |
| 01    | Anneliese Schuh-Proxauf | 13,03  |
| 02    | Trude Klecker           | 19,63  |
| 03    | Dagmar Rom              | 22,37  |
| 04    | Josefa Frandl           | 23,06  |
| 05    | Erika Mahringer         | 23,37  |
| 06    | Annelore Zückert        | 23,45  |
| 07    | Rosi Sailer             | 25,38  |
| 08    | Mariedl Mayer           | 30,03  |
| 09    | Evi Knapp               | 30,89  |
| 10    | Resi Tomandl            | 41,30  |